# جوزيف ديسارت
جوزيف ديسارت هو سياسي أمريكي، ولد في 8 يوليو 1820 في بنسيلفانيا في الولايات المتحدة، وتوفي في 8 سبتمبر 1893. نشط حزبياً في الحزب الجمهوري. وقد انتخب عضو مجلس ولاية آيوا ‏.